# バハマ占領 (1783年)
座標: 北緯25度04分 西経77度20分 / 北緯25.067度 西経77.333度
バハマ占領（バハマせんりょう、英語: Capture of the Bahamas）は英西戦争末期の1783年4月、アンドリュー・デヴルー率いる王党派の遠征軍がバハマをスペインから奪回した戦闘。遠征は成功を収め、ナッソーは無血で降伏した。

## 背景
バハマは1782年5月にスペイン軍に占領されたが、東フロリダのセントオーガスティンだけは守備が強固すぎたとして攻撃されなかった。アメリカ独立戦争の南部戦線に参加していた王党派のアンドリュー・デヴルーはナッソーを攻撃してバハマを奪回する作戦を立てた。

## 占領
デヴルー少佐は70人を率いてセントオーガスティンを出港、2日後にトマス・ダウ艦長（Thomas Dow）の26門私掠船でブリガンティンのパーサヴィアランス（Perseverance）、およびダニエル・ホイーラー艦長（Daniel Wheeler）の16門艦、乗員120名のブリガンティンであるホイットビー・ウォリアー（Whitby Warrior）が合流した。4月6日、ハーバー島とエルーセラ島沖で錨を下ろし、志願兵170名を募集した。
4日後、スループのフロール・デ・マヨ（Flor de Mayo）がニュープロビデンス島に到着、キューバ総督ルイス・デ・ウンサーガからの報せを届けた。その報せとは、ヨーロッパで予備講和条約が締結され、バハマが東フロリダとの交換でイギリスに返還されることだった。
デヴルーの艦隊が4月13日にニュープロビデンス島に接近したとき、スペイン軍の指揮官クララコはただの密輸業者の船隊であると勘違いした。そのため、翌日の夜明けにデヴルー艦隊が重武装の上陸隊で強襲してモンタギュー砦を占領、警備船3隻を奪ったときは全く予想できず、城塞にこもることを余儀なくされた。クララコは短期間の停戦を成立させたが、デヴルーは翌日にはそれを破った。16日にはスペイン軍が艦船を沈めて篭城を決めたが、2日後に降伏した。

## その後
スペイン人600人以上が降伏、さらに大砲50門と船7隻が拿捕された。これらの船は沈められたが、一部は後に再び進水した。降伏したスペイン人はキューバに送還された。
しかし、パリ条約の交渉において、イギリスはすでに東フロリダとバハマの交換に同意していた。デヴルーには褒賞としてキャット島の大領地を与えられた。デヴルーは後にキャッツ島のポート・ハウ（Port Howe）で邸宅を建て、その跡が現代にも残っている。